# Mark Richardson
Mark Richardson, född 16 juli 1972 i Slough i England, är en före detta brittisk (engelsk) 400-meterslöpare. 
Richardson är 180 centimeter lång och väger 74 kilogram.
Richardson löpte tredjesträckan i det brittiska lag som satte europarekord med 2.56,60 och hemförde silvermedaljerna bakom Förenta staterna i OS 1996. Richardsons personbästa är 44,37 (noterat i Oslo 9 juli 1998), samma personbästa som landsmannen Roger Black och endast en hundradel bakom Iwan Thomas dåvarande brittiska rekord.
Richardson var med i det brittiska stafettlaget redan vid Tokyo-VM 1991 men fick bara springa i försöksloppen. Till finalen petades Richardson till förmån för 200-metersspecialisten John Regis (beslutet att peta Richardson måste anses ha varit riktigt mot bakgrund av att britterna i finalen noterade europarekord med 2.57,53 och vann guldet framför USA). Vid den individuella VM-finalen 1995 placerade sig Richardson på femte plats med tiden 44,81 och blev därmed bäste europé (altmeister Roger Black blev sjua). Ånyo fick Richardson förtroendet endast i försökstävlingarna i långa stafetten. Det brittiska laget blev sedan, utan Richardsons medverkan, bara fyra i finalen. Vid OS 1996 tillsåg Richardson tillsammans med Thomas, Baulch och Black att det brittiska laget vann silver bakom USA på europarekordet 2.56,60.
I Aten-VM 1997 blev Richardson fjärde man över mållinjen i den individuella finalen med tiden 44,77. Richardson löpte slutsträckan i det brittiska stafettlaget över 4x400 meter (samma lag som i OS året innan) på tiden 2.56,65. Efter en tät slutstrid förlorade Richardson spurtstriden mot den amerikanske slutmannen med 18 hundradelar men britterna tilldelades senare guldmedaljerna eftersom amerikanen Antonio Pettigrew var dopad under loppet. I Budapest-EM 1998 vann Richardson bronset på tiden 45,14 bakom landsmannen Iwan Thomas (44,52) och polacken Robert Mackowiak (45,04). Senare samma år blev Richardson silvermedaljör på 400 meter bakom Thomas (ånyo 44,52) i Samväldesspelen på tiden 44,60. I samma mästerskap ingick han i det engelska laget som blev tvåa bakom Jamaica på 4x400 meter.
Vid Sevilla-VM 1999 blev Richardson sexa i den individuella finalen på tiden 44,65. År 2000 fälldes Richardson för dopning men återkom 2001 till tävlingsbanorna och ingick i det brittiska stafettlaget i VM 2001 som slutade på sjätte plats. År 2003 förkunnade Richardson att karriären var över.

## Meriter
Guldmedalj
- Aten-VM 1997 4x400 meter (Storbritannien, 2.56,65)

Silvermedalj
- OS 1996 4x400 meter (Storbritannien, 2.56,60)
- Samväldesspelen 1998 400 meter (44.60) och 4x400 meter (England, 3.00,82)

Bronsmedalj
- Budapest-EM 1998 400 meter (45,14)

## Rekord
- Personbästa, 100 meter: 10,35 (1998)
- Personbästa, 200 meter: 20,62 (1997)
- Personbästa, 400 meter: 44,37 (Oslo, Norge, 9 juli 1998)
- Europarekord 4x400 meter: Storbritannien 2.56.60 (Thomas, Baulch, Richardson och Black) (Atlanta, Georgia, 3 juli 1996)